# Hylobius abietis
L'ilobio dell'abete (Hylobius abietis (Linnaeus, 1758)) è un coleottero appartenente alla famiglia dei curculionidi.

## Descrizione

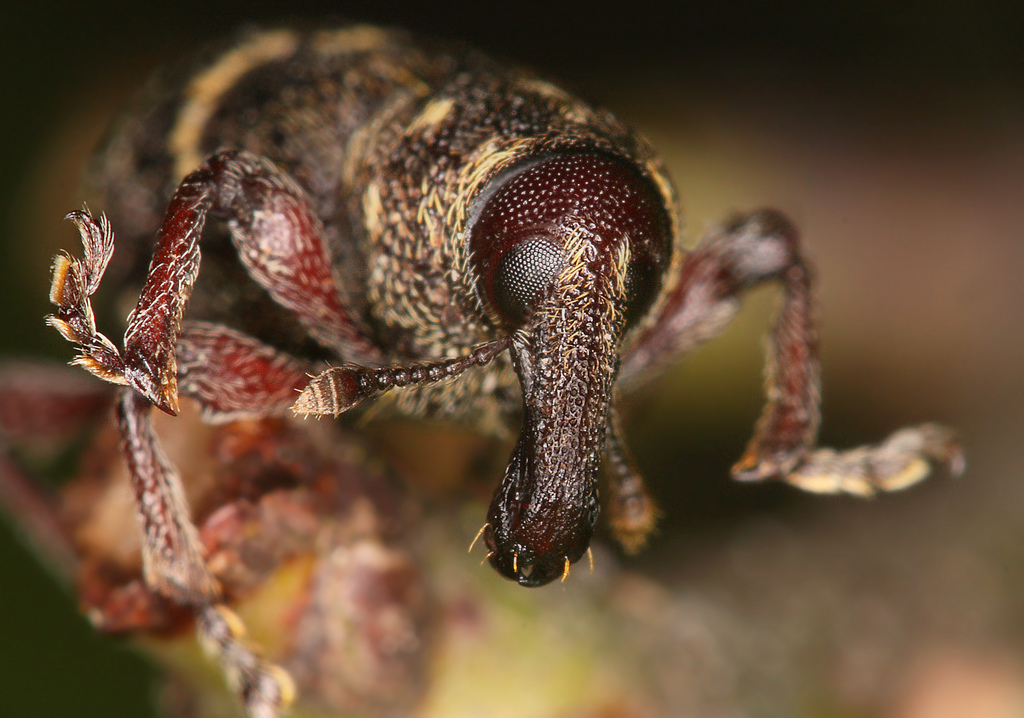
Particolare del capo

Le uova sono ovali, grandi meno di 1x0,5 mm, e di colore bianco perlaceo. La larva è apoda, color crema tranne che per la testa di colore marrone chiaro; è dotata di grandi mandibole appiattite larghe quanto il primo segmento del corpo e, da mature, sono lunghe 10-15 mm. La pupa è exarata e priva di pigmentazione, lunga dagli 8 ai 10 mm.
L'adulto è lungo dai 9 ai 15 mm; il corpo è di colore marrone-violaceo negli esemplari giovani e vira verso il nero man mano che l'insetto invecchia, ed è punteggiato da scaglie gialle. Il torace è leggermente più largo che lungo, fortemente convesso, e stretto nella parte frontale, mentre le elitre sono coperte da macchie giallognole pelose, che al centro dell'elitra formano una fila diagonale. Il capo presenta un lungo rostro, dalla cui parte terminale spuntano le antenne. Le zampe sono dotate di unghie appuntite e di un'estremità dentata nella parte inferiore del femore.

## Biologia

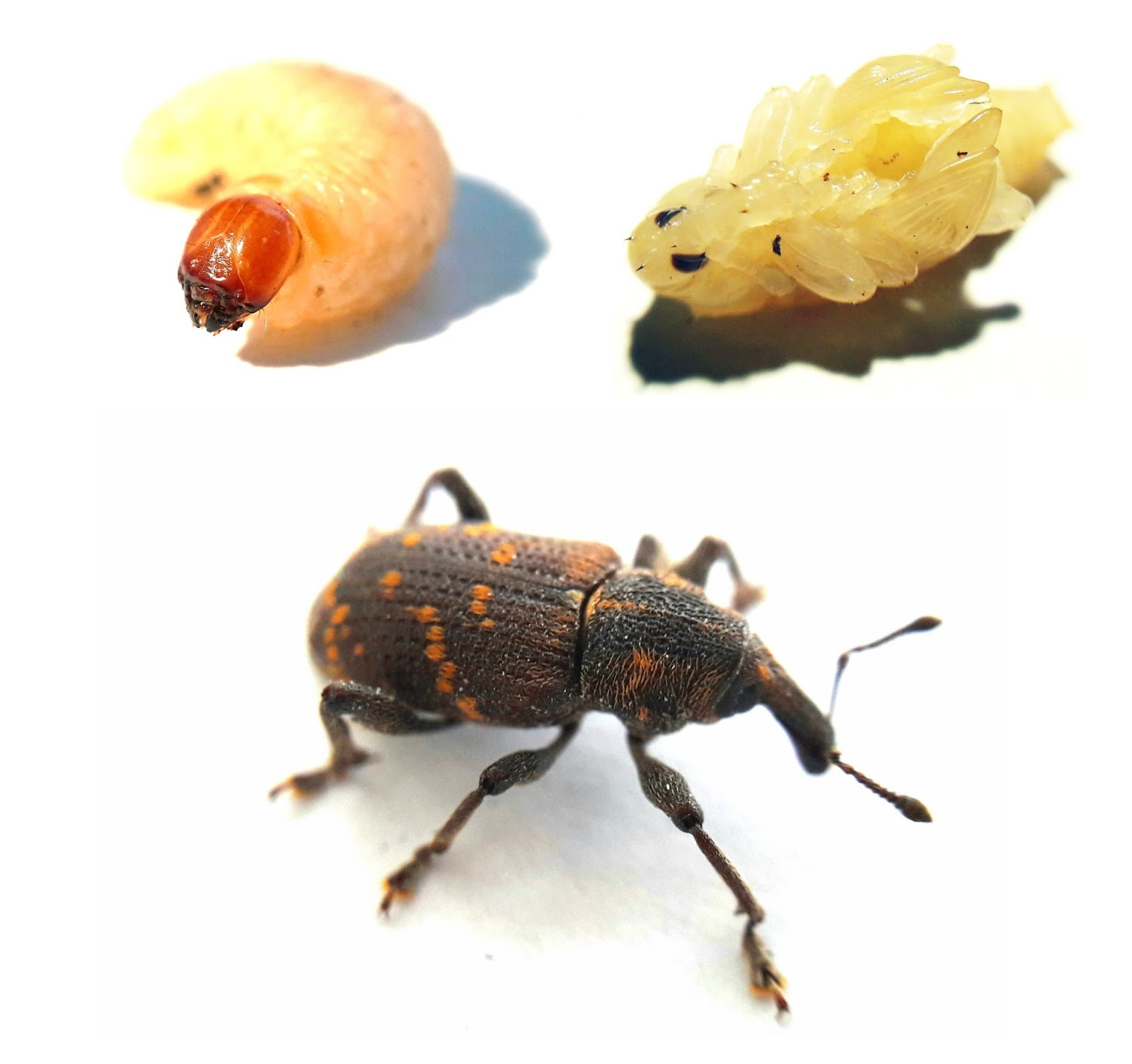
Larva, pupa e adulto di Hylobius abietis

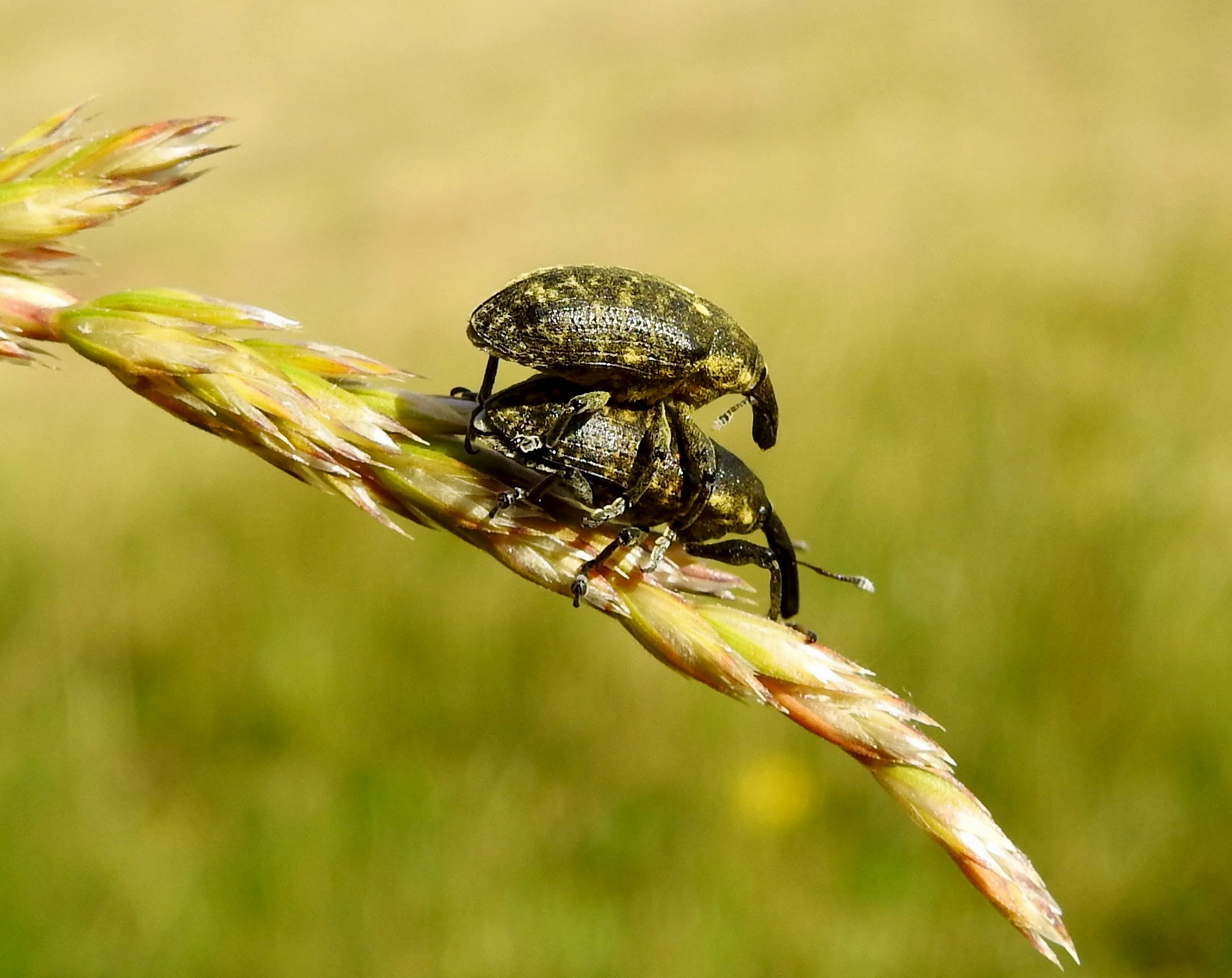
Esemplari in accoppiamento fotografati nella riserva naturale di Mesnerbichl (Andechs, Baviera)

H. abietis è una specie polifaga, che si nutre di quasi tutte le specie di conifere: la pianta ospite prediletta è il pino silvestre (Pinus sylvestris), seguita dall'abete rosso (Picea abies), dal peccio di Sitka (Picea sitchensis) e dall'abete di Douglas (Pseudotsuga menziesii). In misura minore, parassita anche alcune latifoglie come il faggio e la quercia.
Gli adulti appaiono fra aprile e settembre e raggiungono, a piedi o volando, gli alberi di cui si nutrono grazie alle emanazioni prodotte dalla resina (principalmente l'α-pinene e l'etanolo); essi bersagliano soprattutto alberi giovani, o i nuovi rami degli alberi più vecchi, e cibandosi della corteccia e del floema. L'orario di attività degli adulti dipende dal clima: le temperature ottimali per l'insetto sono tra i 19 e i 28 °C, e studi in laboratorio hanno dimostrato che sotto i 10 e sopra i 30 °C essi sono perlopiù inerti; in zone o periodi estremamente caldi, gli adulti diventano notturni.
Tra maggio e giugno ogni femmina depone fino a cento uova all'interno di cavità scavate nella corteccia delle radici, oppure anche nel suolo; nel secondo caso le larve, alla schiusa, sono in grado di trovare le radici grazie all'odore della pianta. La pianta ospite prediletta per la deposizione delle uova è il pino piuttosto che l'abete, nel quale lo sviluppo è più lento. Le larve si nutrono della corteccia interna e del cambio, scavando gallerie di dimensioni crescenti all'interno del legno; durante lo sviluppo, la larva muta pelle quattro volte e, una volta matura, s'impupa all'interno del legno. Se esposte a temperature dai 10 ai 20 °C, le larve entrano in una diapausa che dura dai due ai sette mesi, maturando l'anno seguente.
Il tempo necessario per lo sviluppo da uovo ad adulto dipende anch'esso dalle condizioni esterne: tra i 20 e i 25 °C il ciclo si completa in un anno, mentre con temperature più basse ne occorrono due, salendo fino a cinque in condizioni particolarmente critiche. La popolazione di adulti subisce una prima impennata tra aprile e giugno con l'emergere gli adulti svernanti, e in condizioni ottimali anche una seconda tra giugno e settembre, con l'arrivo degli adulti nati da uova deposte in primavera.

### Danni e lotta
Gli adulti, nutrendosi a spese degli alberi che attaccano, principalmente esemplari giovani, ne causano la deformazione o anche la morte per cercinatura (i danni causati dalle larve, che si cibano delle radici, sono più contenuti). La specie è considerata di grande impatto economico poiché danneggia gravemente le piantagioni di conifere e richiede ingenti investimenti in contromisure, senza le quali può portare alla morte più del 50% degli alberi piantati in pochi anni.
H. abietis ha diversi nemici naturali. Il carabide Pterostichus madidus preda le larve, mentre si contano diversi parassiti, fra cui Bracon hylobii per le larve, Perilitus areolaris e Perilitus rutilus per gli adulti, e Steinernema carpocapsae, Steinernema feltiae, Heterorhabditis bacteriophora e Stigmacarus lukoschusi per adulti e larve. Tra i patogeni che colpiscono questa specie si possono elencare Bacillus thuringiensis, Beauveria bassiana, Nosema hylobii e Paenibacillus popilliae.

## Distribuzione e habitat
La specie è attestata in pressoché tutta Europa, nonché nella Russia asiatica, nel Caucaso, in Turchia, Kazakistan, Cina e Giappone.